# Роберт МакАйвер
Ро́берт Мо́рісон МакА́йвер (Макайвер, МакІвер, Маківер; англ. Robert Morrison MacIver; нар. 17 квітня 1882 р. — пом. 15 червня 1970, Нью-Йорк) — шотландсько-американський соціолог, політолог, філософ і педагог, один із найвизначніших представників антипозитивізму в соціології, представник та один із засновників Колумбійської соціологічної школи.

## Життєпис
Роберт МакАйвер народився у м. Сторновей, острів Льюїс, Шотландія, 17 квітня 1882 року у сім'ї Дональда МакАйвера (англ. Donald MacIver), торговця і виробника твіду, та Христини Макайвер, уродженої Морісон (англ. Christina MacIver (née Morrison)). 14 серпня 1911 року він одружився з Елізабет Меріон Пітеркін (англ. Elizabeth Marion Peterkin). Надалі у них було троє дітей: Айєн Тенант Морісон (англ. Ian Tennant Morrison), Христина Елізабет (англ. Christina Elizabeth) і Дональд Гордон (англ. Donald Gordon).

### Освіта
Р. МакАйвер отримав ступінь магістра мистецтв (1903) та доктора філософії (1905) у Единбурзькому університеті, закінчив курс з гуманітарних наук Literae Humaniores у Оксфорді, навчався також у Колумбійському (до 1929) та Гарвардському (до 1936) університетах.
Протягом досить тривалого періоду навчання, МакАйвер ніколи не проводив будь-яких академічних досліджень з соціології. Проте, він ретельно студіював праці класиків соціологічної науки Еміля Дюркгайма, Фердинанда Тенніса, Макса і Альфреда Веберів, Георга Зіммеля й інших у бібліотеці Британського музею в Лондоні під час навчання в Оксфорді.

### Кар'єра
Р. МакАйвер викладав політологію (1907-1915) та соціологію (1911-1915) в Абердинському університеті. Потім він покинув Абердин у 1915 році, переїхав до Канади, де зайняв посаду професора політології в Торонтському університеті, в 1922-1927 роках він був деканом факультету політології цього вузу.
В 1927 році вчений прийняв запрошення Барнардського коледжу Колумбійського університету в Нью-Йорку, де він був професором соціальних наук із 1927 по 1936 роки, був деканом факультету економіки та соціології (1927-1929). Згодом він був названий лібер-професором (англ. Lieber Professor) політології і соціології в Колумбійському університеті та викладав там протягом 1929-1950 років. Із 1963 року він був президентом, а потім почесним ректором (1965–1966) Нової школи соціальних досліджень у Нью-Йорку.
Р. МакАйвер був заступником голови Канадської військової трудової ради в 1917-1918 роках. Він був членом Королівського товариства Канади, Американської Академії мистецтв і наук та Американського філософського товариства, Британської Академії. Також, він був членом Американського соціологічного товариства та був обраний його 30-м президентом у 1940 році.
МакАйвер був членом Міжнародного інституту соціології та найстарішого почесного товариства гуманітарних і природничих наук у США «Фі Бета Каппа». Заснована премія імені Роберта МакАйвера для заохочення наукових досягнень у галузі соціології.
1950-1960 роки вчений провів на різних посадах на державній службі, в тому числі був залучений до Проекту міста Нью-Йорка щодо оцінювання правопорушень серед неповнолітніх (1956-1961).
Помер Роберт МакАйвер 15 червня 1970 року в Нью-Йорку.

## Науковий доробок
Р. МакАйвер прагнув дати визначення комплексної соціальної науки, яка зможе зрозуміти людей у їхніх економічних, політичних і соціальних аспектах одночасно. Він також вивчав взаємодію між суспільством і політичними інститутами. Займаючись розробкою визначних теоретичних проблем, учений одночасно пов'язував свій аналіз із можливістю вирішення конкретних соціальних проблем. Американський науковець, зокрема, прагнув застосувати соціологічну методологію до вирішення проблем трудових стосунків, економічних перетворень, інтернаціоналізму та миру, міжгрупових конфліктів, релігії, академічної свободи, соціальної роботи, правопорушень неповнолітніх, ефективного використання трудових ресурсів. Р. МакАйвер зробив великий внесок у розробку фундаментальних моральних, соціологічних і філософських принципів демократичних інституцій і процесів.
По-перше, він систематично розробляв і плідно використовував широку мережу фундаментальних соціологічних понять. По-друге, він сприяв протверезінню соціології США від крайнощів емпіричного підходу та позитивістської методології, зокрема, за допомогою акцентування на тому, що теорія — це методологічне знаряддя соціологічного дослідження. Прогрес науки, на його думку, це, перш за все, прогрес думки. Кожний учений повинен бути одночасно і спеціалістом у власній області, і мислителем у більш широкій сфері. По-третє, він переконливо підкріпив аргументами концепцію, згідно з якою людина є істотою творчою, має суб'єктивні сподівання, почуття, аспірації, мотиви, ідеали та цінності. Життя, вважав він, має експансивно творчий характер. По-четверте, він наочно продемонстрував, що соціологічні праці можуть бути зрозумілими, написаними художньо, багатою літературною мовою.
Великий інтерес становлять запропоновані Р. МакАйвером типологія соціальних інтересів, класифікація соціальних процесів, розрізнення общини й асоціації та взаємодія між ними, виникнення держави, розвиток соціальної стратифікації, проблеми методології соціальних наук, соціології держави та виробництва, його теорія гармонізації відносин між суспільством та індивідом, а також, сформульована ним диференціація між цивілізацією та культурою.
Р. МакАйвер виступав проти переоцінки математично-статистичних методів, наполягав на необхідності каузального аналізу, яким серйозно нехтувала сучасна йому американська соціологія. Він критикував неопозитивізм, уважаючи, що соціологічні проблеми не можна досліджувати по аналогії з природничими.

### Бачення соціологічної науки
Соціальні структури та соціальні зміни в їх постійному причинному взаємозв'язку потрібно розглядати з позицій підходу, який включає, перш за все, основні соціально-економічні питання, котрі розроблені переважно соціологією культури. МакАйвер опирався тут на соціологію культури Альфреда Вебера. Соціальний факт, згідно з першим, — це факт свідомості. Р. МакАйвер уважав, що соціолог повинен уникати впливу його власних цінностей на соціальний факт. Всі соціальні факти він уважав доступними для розуміння, що зближувало його з розуміючою соціологією, твердження якої в першій половині 1920-х розділяв учений. Деякі дослідники навіть вважають його одним із її засновників.
Р. МакАйвер уважав важливим завданням соціології дослідження соціальних дій, вивчення внутрішніх, суб'єктивних станів діючого індивіда. Він підходив до розуміння причинності з позицій розуміючої соціології, розвиваючи свою концепцію каузальної реконструкції, яка передбачає відносно зв'язну схему речей, до якої включений досліджуваний феномен. Будь-яка дія є актом особистості, а будь-яка особистість є результатом соціальної системи. Будь-яка соціальна система є відповідним комплексом культури.

### Поділ соціології на морфологію та етіологію
В рамках соціології науковець розрізняв морфологію й етіологію. Морфологію він розглядав як учення про соціальні форми, етіологію — як учення про соціальні причини.
Морфологія займається «дослідженням соціальних структур», є «вивченням живих утворень». До останніх відносяться:
- спільноти (общини): соціальні регіони проживання — такі, як міста, племена чи нації;
- напівспільноти — суспільні класи або касти;
- спілки (асоціації), певні організовані групи, а саме: корпорації, клуби, сім'ї, професійні групи, навіть держави в строгому значенні слова;
- інституції, встановлені способи й умови поведінки в спільнотах або спілках: звичаї, звички тощо.

Кожний тип має свої особливі ознаки та варіації. До цієї ж області відноситься і вивчення групоутворюючих сил, які підтримують існування цих форм, а також вивчення соціальних процесів від їхнього виникнення до розпаду.
Етіологія, на думку МакАйвера, займається вивченням соціальних змін, причому не лише з описової або історичної позиції, але і з точки зору пошуку визначальних причин, рушійних сил, законів соціального розвитку.

### Соціальна еволюціятасоціальний прогрес
Роботи МакАйвера є значним внеском у розвиток структурно-функціонального підходу до соціокультурної еволюції. Вчений уважав, що суспільства розвиваються від високо узагальнених станів до таких, у яких функції індивіда та групи членства є надзвичайно спеціалізованими. Він також підкреслював, що соціальна еволюція не обов'язково є еквівалентною соціальному прогресу, який, на його думку, може вимірюватися лише особистою думкою.

### Розрізнення цивілізації та культури
Можливо, під впливом ідей М. Вебера, Р. МакАйвер протиставляє цивілізацію та культуру як засіб і мету. Цивілізацію він розглядає як технологічний порядок, сферу засобів, які людина створює для забезпечення бажаних умов життя, досягнення поставленої мети. Культуру ж він убачає як сферу цілей, оцінок, стилів, традицій тощо. Це сфера самодостатньої духовності, котра маніфестується перш за все в філософії, мистецтві та релігії. Самі терміни вибрані не дуже вдало в зв'язку з великою кількістю трактувань понять «цивілізація» та «культура» в соціальних науках, однак його акцент на відмінності між соціальними цілями та соціальними засобами дав поштовх для багатьох соціологічних досліджень процесів соціальних змін і для кращого розуміння функцій важливих соціальних інституцій. Ця відмінність указує на частини соціального життя, до яких можна правомірно застосувати поняття прогресу.

### Типологія держав
Американський учений розрізняв два типи держави:
- династичні (антидемократичні);
- демократичні.

Відмінності між ними полягають у мірі відображення волі суспільства в інституціях державної влади. Його прагнення кардинально розмежувати державу та суспільство ініціювало виникнення нових теорій демократії, співіснування різних суспільних груп, природи влади.

### Концепція особистісноїаномії
Р. Макайвер розумів аномію як «руйнування почуття причетності індивіда до суспільства» Аномія, згідно з ним — це такий стан особистості, коли індивід є «відірваним від своїх моральних коренів, у нього немає більше ніяких норм поведінки, а залишилися лише розрізнені спонуки, у нього більше немає уявлень про цілісність, єдність народу, про обов'язок». У будь-яку історичну епоху певні люди можуть впасти в стан аномії. Сучасне демократичне суспільство особливо сильно сприяє появі аномічних індивідів завдяки тому, що в ньому проявляються конфлікт культур, капіталістична конкуренція та швидкий темп соціальних змін.
Виходячи з цих трьох характеристик сучасного суспільства, Р. МакАйвер виділяє три типи особистісної аномії:
1) та, що виникає, коли життя позбавлене мети через відсутність значущих цінностей;
2) та, котра виникає, коли люди прагнуть отримати засоби саме заради самих засобів, коли вони використовують свою енергію та можливості лише для себе;
3) та, що виникає, коли людина ізольована від осмислених людських взаємин.
Перші два типи за своїм походженням видаються пов'язаними суто з людиною, позаяк їх виведено з норм, характерних тільки для розвинених суспільств, хоча, напевне, і нижчі примати можуть прагнути до влади. Якщо аномію вважати типом самотності, тоді ми, напевно, можемо визнати, що в цього типу самотності немає біологічної основи, а є лише соціальна. У решті ситуаціях самотності, таких, як третій тип, ситуація складається по-іншому та деякі її джерела все ж варто шукати в поведінці тварин.

## Основна бібліографія
- англ. Community - a Sociological Study (Община — соціологічне дослідження, 1917)
- англ. Labor in the Changing World (Праця в мінливому світі, 1919)
- англ. Elements of Social Science (Начала соціальної науки, 1921)
- англ. The Modern State (Сучасна держава, 1926)
- англ. Relation of Sociology to Social Work (Відношення соціології до соціальної роботи, 1931)
- англ. Society 1st Edition (textbook) (Суспільство, 1-е видання, хрестоматія, 1931)
- англ. Economic Reconstruction (Економічна реконструкція, 1934)
- англ. Society 2nd Edition (textbook) (Суспільство, 2-е видання, хрестоматія, 1937)
- англ. Leviathan and the People (Левіафан і людина, 1939)
- англ. Social Causation (Соціальна причинна обумовленість, 1942)
- англ. Toward Abiding Peace (На шляху до незмінного (постійного) Світу, 1933)
- англ. The Web of Government (Павутиння державного управління, 1947)
- англ. Society 3rd Edition (textbook) (Суспільство, 3-є видання, хрестоматія, у співавторстві з Чарльзом Пейджем, 1949)
- англ. The More Perfect Union (Більш досконалий союз, 1949)
- англ. The Ramparts We Guard (Бастіони, які ми оберігаємо, 1950)
- англ. Academic Freedom in our Time (Свобода науки в наш час, 1955)
- англ. The Pursuit of Happiness (Прагнення до щастя, 1955)
- англ. Life: Its Dimensions and Its Bounds (Життя: його розміри та гроші, 1960)
- англ. The Challenge of the Passing Years (Виклик минулих років, 1962)
- англ. Power Transformed (Трансформація влади, 1964)
- англ. The Prevention and Control of Delinquency (Профілактика та контроль злочинності, 1966)
- англ. Politics and Society (Політика та суспільство, 1969)
- англ. On Community, Society, and Power; Selected Writings (Про общину, суспільство і владу; Вибрані праці, 1970).